# Andrea Di Giovanni y Centellés
Frà Andrea Di Giovanni y Centellés (Messina, 3 febbraio 1742 – Catania, 10 giugno 1821) fu luogotenente generale del Sovrano Militare Ordine di Malta.

## Biografia
Andrea Di Giovanni y Centellés proveniva da un'antica famiglia della nobiltà messinese di origini spagnole ed entrò ufficialmente nell'ordine gerosolimitano il 10 febbraio 1750.
Anch'egli come il suo predecessore, si scontrò durante la propria reggenza col problema della sovranità sull'Isola di Malta: il 30 maggio 1814 venne siglato il Trattato di Parigi tra Inghilterra, Francia, Russia e Prussia con il quale, tra gli altri articoli, si stabiliva che la sovranità dell'isola spettasse a Sua Maestà Britannica.
Immediata fu la reazione del Luogotenente il quale nel 1815, al Congresso di Vienna, inviò subito dei propri delegati nella speranza di riuscire a rovesciare le sorti della questione dimostrando le legittime ragioni dell'Ordine sul possesso territoriale dell'isola maltese, ma senza ottenere i risultati sperati. Nuovamente al trattato di Aix-la-Chapelle del 1818 vennero inviati degli ambasciatori per perorare la causa dell'Ordine ma senza successo.
André Di Giovanni y Centellés morì a Catania il 10 giugno 1821.

## Fonti
- Francesco Giuseppe Terrinoni Memorie storiche della resa di Malta ai francesi nel 1798, tip. delle Belle Arti, Roma, 1867.